# Kisnyárád
Kisnyárád é um município da Hungria, situado no condado de Baranya. Tem 9,03 km² de área e sua população em 2019 foi estimada em 151 habitantes.